# Комори на Летњим олимпијским играма 2012.
Комори су учествовали на Олимпијским играма 2012. одржаним у Лондону Уједињено Краљевство од 27 до 12. августа 2012.  Ово је било пето учешће комора на олимпијским играмма. Први пут су се на играма појавили на Олимпијским играма 1996. у Атланти. 
Учествовали су са троје спортиста (један мушкарац и две жене), који су сде такмичили у два спорта атлетици и пливању.
На церемонији свечаног отварања Игара заставу је носила је атлетичарка Фета Ахамада, која је била и најстарија у младој репрезентацији Комора са 25 година и 41 дан. Најмлађа је била пливачица Ајуба Али Сихаме са 17 година и 352 дана.
Комори су остали у групи земаља које закључно са овим играма нису освајале олимпијске медаље.

## Учесници по дисциплинама
| Спорт     | Мушкарци | Жене | Укупно |
| --------- | -------- | ---- | ------ |
| Атлетика  | 1        | 1    | 2      |
| Пливање   | 0        | 1    | 1      |
| Укупно(2) | 1        | 2    | 3      |

## Резултати

### Атлетика

#### Мушкарци
| Атлетичар     | Дисциплина    | Лични рекорд | Квалификације | Квалификације | Полуфинале       | Полуфинале       | Финале           | Финале       | Детаљи |
| Атлетичар     | Дисциплина    | Лични рекорд | Резултат      | Место         | Резултат         | Место            | Резултат         | Место        | Детаљи |
| ------------- | ------------- | ------------ | ------------- | ------------- | ---------------- | ---------------- | ---------------- | ------------ | ------ |
| Маулида Даруш | 400 м препоне | 52,20 НР     | 53,49         | 9. у гр. 4    | Није се пласирао | Није се пласирао | Није се пласирао | 46. /46 (50) |        |

#### Жене
| Атлетичарка  | Дисциплина | Лични рекорд | Квалификације | Квалификације | Четвртфинале | Четвртфинале | Полуфинале        | Полуфинале        | Финале            | Финале  | Детаљи |
| Атлетичарка  | Дисциплина | Лични рекорд | Резултат      | Пласман       | Резултат     | Пласман      | Резултат          | Пласман           | Резултат          | Пласман | Детаљи |
| ------------ | ---------- | ------------ | ------------- | ------------- | ------------ | ------------ | ----------------- | ----------------- | ----------------- | ------- | ------ |
| Фета Ахамада | 100 м жене | 11,59 НР     | 11,81         | 1. у гр. 1 КВ | 11,86        | 7. у гр. 4   | Није се пласирала | Није се пласирала | Није се пласирала | 50./ 79 |        |

### Пливање

#### Жене
| Пливачица       | Дисциплина     | Група   | Група       | Полуфинале        | Полуфинале        | Финале            | Финале  | Детаљи |
| Пливачица       | Дисциплина     | Време   | Пласман     | Време             | Пласман           | Време             | Пласман | Детаљи |
| --------------- | -------------- | ------- | ----------- | ----------------- | ----------------- | ----------------- | ------- | ------ |
| Ајуба Али Сиаме | 100 м слободно | 1:14,40 | 3. у гр. 1. | Није се пласирала | Није се пласирала | Није се пласирала | 48 / 50 |        |

## Rеференце
1. ↑  Носиоци застава на ЛОИ на отварању 2012